# Kompakttastatur

Kompakttastatur des Herstellers Cherry

Kompakttastatur bezeichnet nach DIN EN ISO 9241-410 eine Computertastatur, die im Gegensatz zu einer Volltastatur auf den Ziffernblock verzichtet. Die Anforderungen an Tastengröße, Tastenteilung sowie sonstige Anforderungen sind identisch zu Volltastaturen.
Häufig werden fälschlicherweise verkleinerte Tastaturen, Tastaturen mit verkleinerten Tasten oder nicht standardisierter Tastenbelegung als Kompakttastaturen bezeichnet, bei denen wesentliche Tasten wie die Leertaste, die Eingabetaste und die Umschalttasten kleiner gestaltet sind als bei Volltastaturen oder bei denen Pfeiltasten, Funktionstasten, die Escape-Taste und die Positionierungstasten nicht einzeln, sondern in rechteckigem Layout angeordnet sind.
Viele Kompakttastaturen, wie auch manche moderne Volltasturen, besitzen außerdem eine sogenannte Funktions-Umschalttaste (Fn), mit der einzelne doppelt belegte Tasten angesprochen werden können.

## Einsatzgebiet
BGI 650, die Konkretisierung der EU-Bildschirmarbeitsverordnung, empfiehlt für Bildschirmtätigkeiten Kompakttastaturen. Grund dafür ist die korrekte Ausrichtung der Tastatur auf den Bildschirm (sie kann mittig vor dem Bildschirm platziert werden), während Volltastaturen nach rechts versetzt liegen werden müssen, damit der Editierbereich ("Buchstabenbereich") mittig vor dem Bildschirm ausgerichtet ist. Damit wird die Maus noch weiter nach rechts versetzt. Dies führt zu gesundheitlichen Problemen wie "Mausarm" und Nackenschmerzen. Kompakttastaturen unterstützen die ständige Arbeit mit der Maus, wohingegen die Verwendung des Nummernblockes eher selten ist. Für Episoden, bei denen viele Zahlen eingegeben werden müssen, wird ein zusätzlich anschließbarer Nummernblock empfohlen.
Ein ähnliches Layout wie das von Kompakttastaturen wird häufig in Notebooks eingesetzt, da die oft kleinere Fläche für den Tastaturbereich das Layout einer Volltastatur nicht möglich macht.